# Fotograf

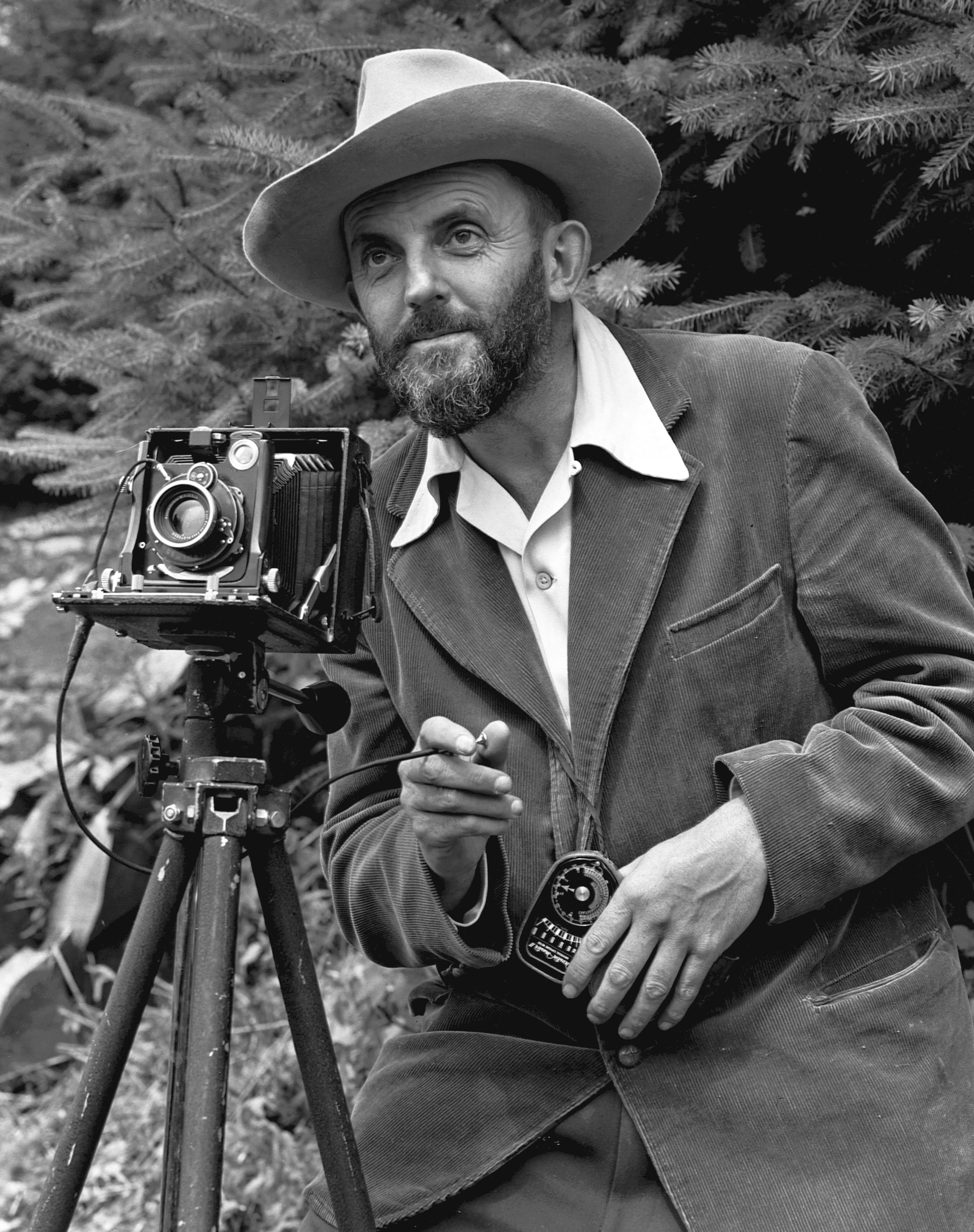
Ansel Adams, jeden z bardziej znanych fotografów pejzażowych

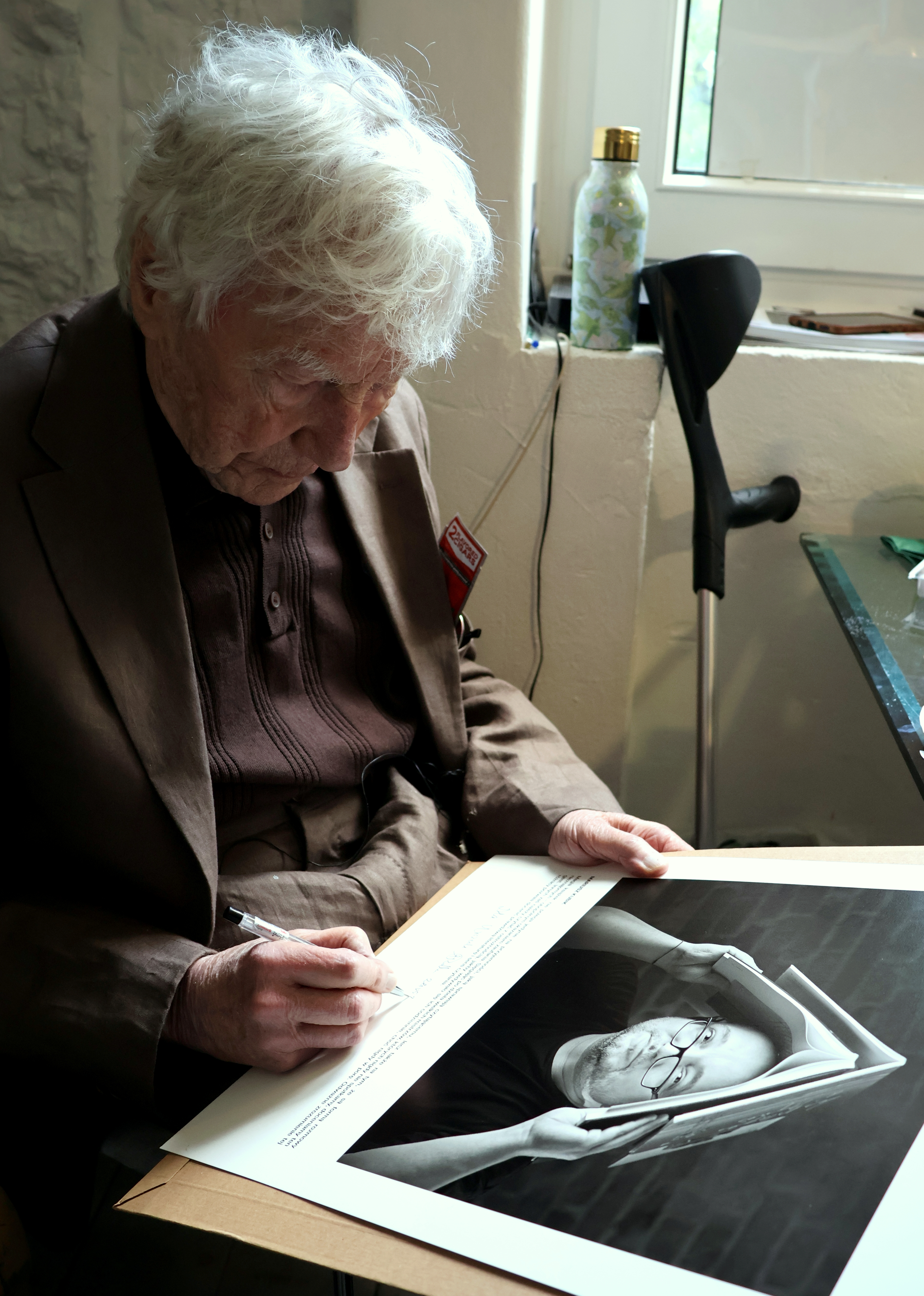
Tadeusz Rolke, prekursor polskiej fotografii reportażowej

Fotograf (gr. φῶς (phos) światło oraz gr. γραφή (graphê) rysować, dosłownie rysowanie światłem) – osoba wykonująca fotografie za pomocą aparatu fotograficznego.

## Historia
Prekursorami fotografii w Polsce byli Karola Beyera, Maksymiliana Fajansa oraz Konrada Brandla. Jednak za ojca fotografii w kraju nad Wisłą, uważa się Maksymiliana Strasza. Pierwsi fotografowie używali techniki dagerotypowej, która polegała na otrzymywaniu obrazu na metalowej płytce.  Dzisiaj taka fotografia nazywana jest wielkoformatową, w odróżnieniu od tzw. pełnej klatki oraz średniego formatu.
Używanie aparatów wielkoformatowych, ograniczało rodzaj tworzonych przez fotografów zdjęć. Jednak na pod koniec XIX wieku, powstały lżejsze formaty aparatów fotograficznych. Pierwsze poręczne aparaty produkował Eastman Kodak, które zostały wprowadzone w 1888 roku, były one jednak przeznaczone głównie dla amatorów. Pierwszym poręcznym aparatem, który mógł być wykorzystywany przez profesjonalnych fotografów była Leica, stworzona przez Oskara Barnacka na początku XX wieku. Jego aparat został nazwany małoobrazkowym w odróżnieniu od wielkoformatowego, używał kliszy 35mm, która była powszechna w tym czasie w filmie, która od tego momentu stała się standardem w fotografii, aż do wprowadzania pierwszych cyfrowych aparatów fotograficznych, które z powodów technicznych musiały mieć mniejszy element światłoczuły.
Format 35mm, wprowadzony przez firmę Leica, używali tacy fotografowie jak Henri Cartier-Bresson czy Robert Frank. Był to najpopularniejszy format fotografów wojennych takich jak np. Robert Capa.
Średni format często był wybierany przez fotografów mody. Najbardziej znanymi fotografami w tej dziedzinie są Richard Avedon, Helmut Newton, Annie Leibovitz oraz Peter Lindbergh.
Aparaty cyfrowe, gdy po raz pierwszy pojawiły się na rynku, nie cieszyły się dużym poważaniem wśród fotografów, ale z biegiem czasu stały się standardem. Wraz z rozwojem technologii i powszechności urządzeń rejestrujących obraz, takich jak smartfony, wyposażone w aparaty fotograficzne, coraz więcej osób w jakiś sposób zajmuje się fotografią. Serwisy takie jak Flickr czy Instagram tylko ułatwiają się dzieleniem swoimi zdjęciami. Według szacunkowych danych z 2025 roku, codziennie wykonywanych jest 5,3 miliarda zdjęć, gdzie ponad 90% to zdjęcia wykonane smartfonem.
Mimo dominacji fotografii cyfrowej można także zauważyć, wśród fotografów, powrót do tradycyjnych form fotografii, niektórzy uważają że przeżywa renesans. W 2024 firma Pentax wprowadziła na rynek nowy aparat na klisze PENTAX 17. Innym przykładem powrotu do korzeni jest tzw. ruch lomografii, czy fotografia otworkowa.

## Rodzaje fotografów
Różnica między amatorem a profesjonalistą nie jest dokładnie określona. Profesjonalista może oznaczać osobę bardzo dobrze znającą się na fotografii lub osobę, która robi to zawodowo. Dlatego może się zdarzyć że profesjonalista jest początkujący, a hobbista robi od niego lepsze zdjęcia.
Fotograf zawodowy może zajmować się m.in. fotografią ślubną, sportową, fotoreportażem, fotografią mody. Niektóre rodzaje fotografii nie stanową źródła dochodu, nawet dla fotografów zawodowych. Fotograf może zajmować się ślubami, a w czasie wolnym np. fotografią uliczną, aktem, czy fotografią abstrakcyjną.

## Fotografik
Fotografia uznawana jest za formę sztuki. Jan Bułhak w latach 20. XX wieku zdefiniował słowo „fotografika” w celu odróżnienia fotografów-artystów (fotografików) od rzemieślników (fotografów). Powstał przez połączenie słów fotografia i grafika. Jako dział grafiki nobilitował fotografię Bułhak podkreślając, że „fotografia jest sztuką plastyczną, jako nowa gałąź grafiki”.